# Alfombra de Qom
La alfombra de Qom, Ghom o Qum es un tipo de alfombra persa producida en la región de Qom (Irán). 
Los primeros telares aparecieron en Qom hacia 1930, por iniciativa de comerciantes de Kashan, y en la actualidad las lujosas alfombras de seda y lana de Qom son conocidas por su alta calidad y están consideradas entre las más caras del mundo. Las alfombras persas de Qom a menudo son consideradas una inversión, ya que su valor va en constante aumento.
A pesar de su reciente fabricación, se han impuesto por la perfección de su técnica y la variedad de sus dibujos.

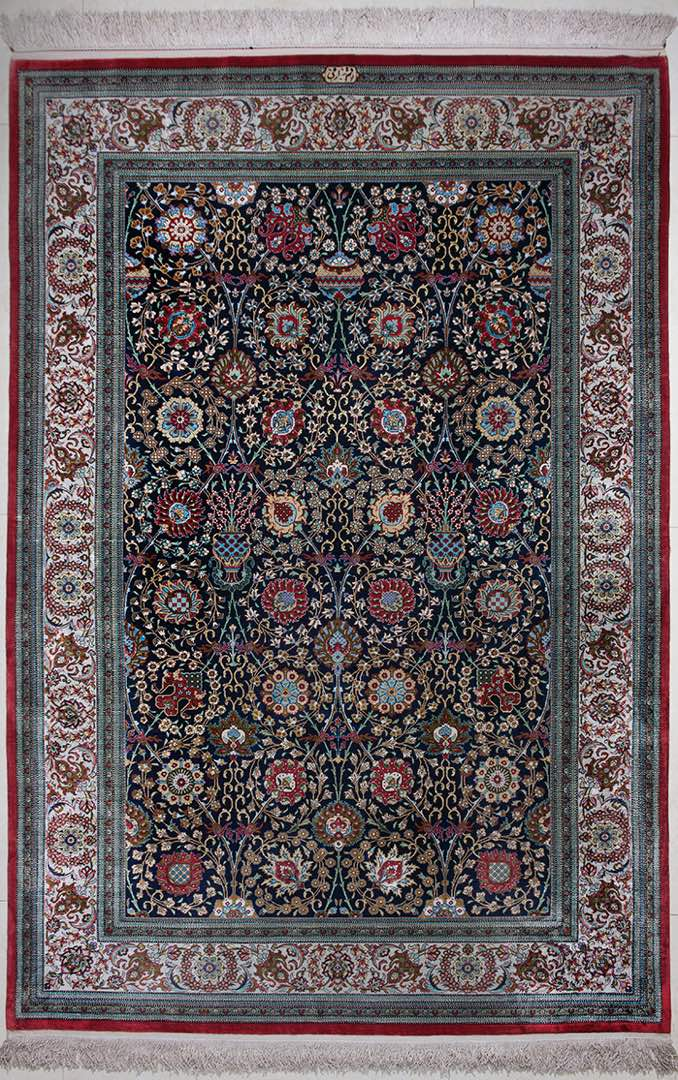
Una alfombra Qom

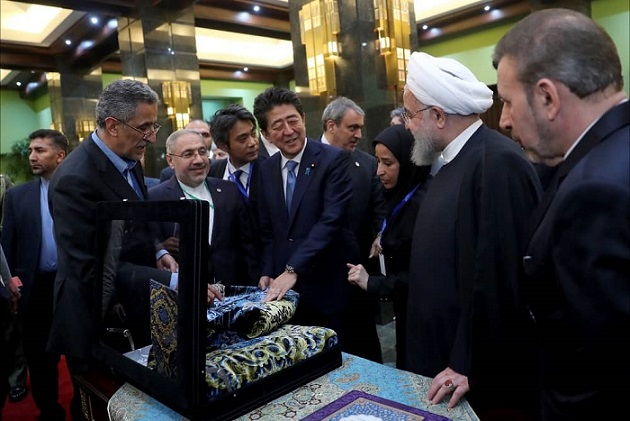
El regalo de Rouhani para Abe

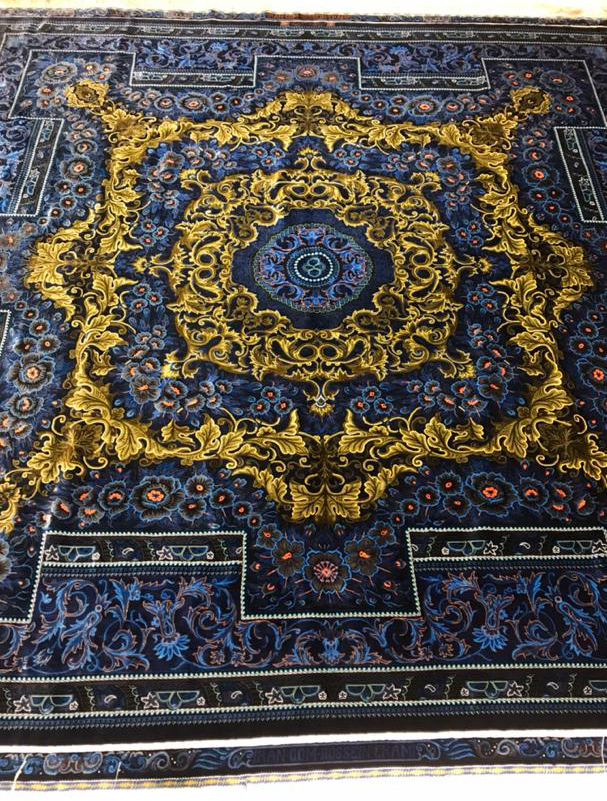
La alfombra entregada a Abe

Los motivos del árbol de la vida y los medallones aparecen en gran medida en las alfombras anudadas en Qom. Los tonos son similares a los colores más populares de las alfombras persas: azul, rojo y marfil. Las alfombras Qom suelen ser más pequeñas que otros tipos de alfombras persas. A menudo se colocan en las paredes.

## Descripción
Los motivos clásicos son los boteh y zil-e sultan. Se encuentran también las flores sobre fondo liso características de las alfombras de Ispahán y el medallón central de las alfombras de Kashán.
La alfombra de Qom tiene un aspecto muy colorido; el blanco y el marfil del fondo hacen que destaquen los motivos multicolores.